# Ludwik Sikora
Ludwik Sikora (ur. 18 grudnia 1877 w Lachowicach, zm. 29 lipca 1946 tamże) – polski nauczyciel, historyk, znawca oraz popularyzator sadownictwa i pomologii.

## Życiorys
Urodził się 18 grudnia 1877 w Lachowicach. Kształcił się w C. K. III Gimnazjum w Krakowie, gdzie w 1900 ukończył ósmą klasę, a w 1901 zdał egzamin dojrzałości. Od 1901 do 1905 studiował na Wydziale Filozoficznego Uniwersytetu Jagiellońskiego na kierunku o specjalności historii i geografii pod opieką naukową prof. Wincentego Zakrzewskiego i Wiktora Czermaka. Studiował także nauki pomologiczne.

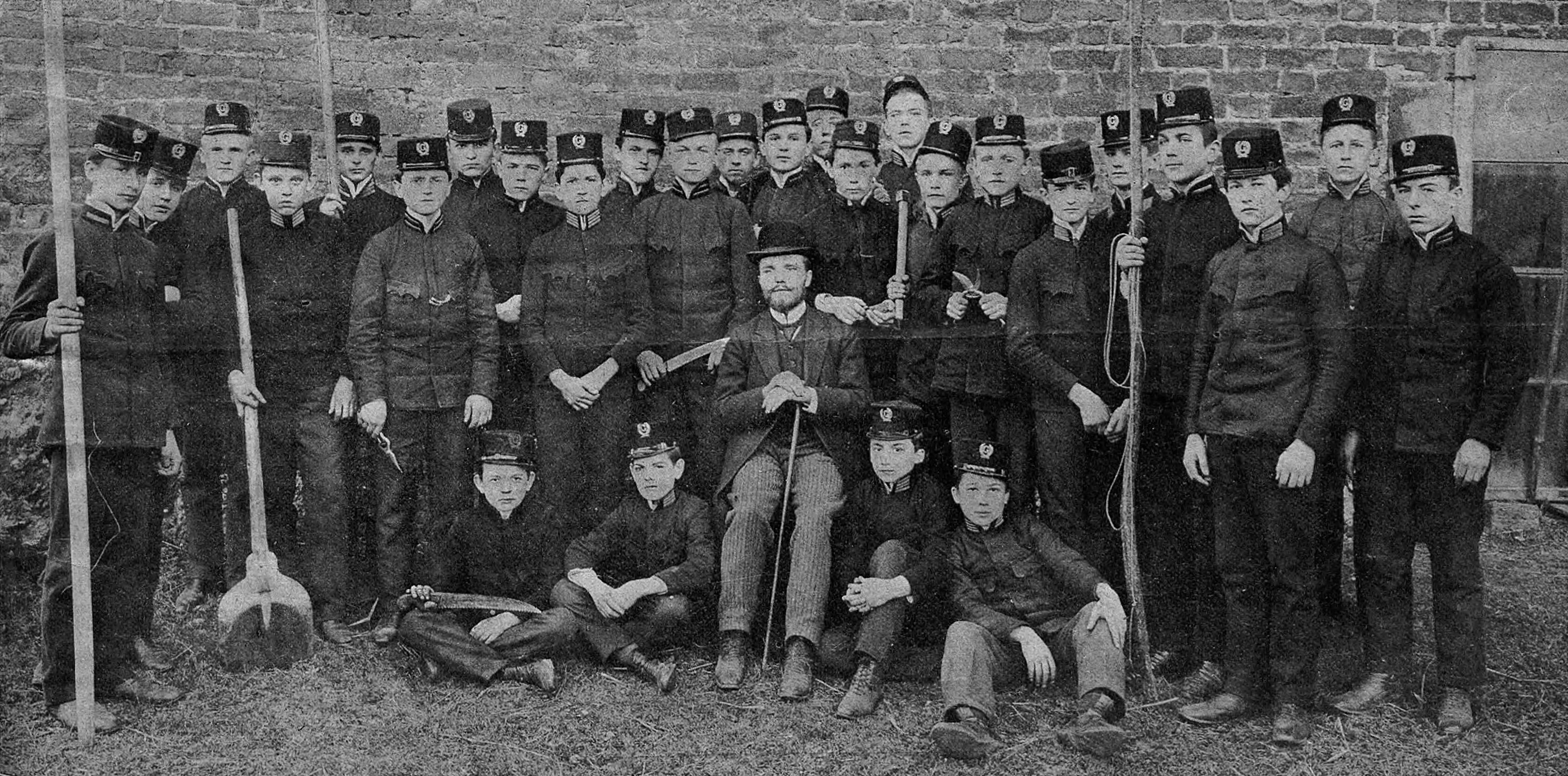
Ludwik Sikora wraz z gimnazjalistami z Krakowa-Podgórza na kursie pomologicznym w 1908

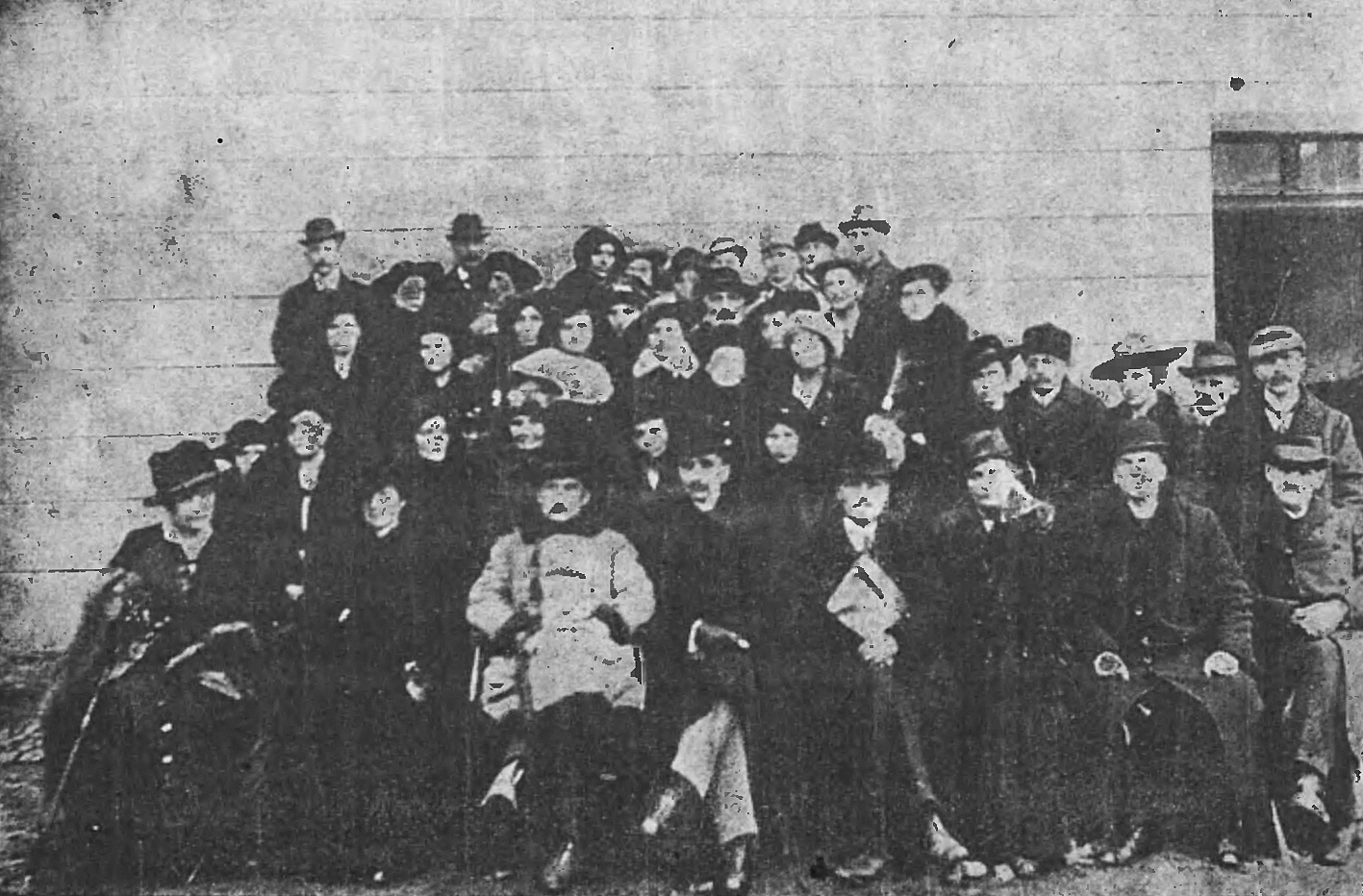
Ludwik Sikora z uczestnikami nauczycielskiego kursu sadownictwa w Sanoku (1918)

W okresie zaboru austriackiego w ramach autonomii galicyjskiej podjął pracę nauczyciela historii i geografii. Rozporządzeniem z 28 lipca 1903 został mianowany zastępcą nauczyciela w C. K. Gimnazjum św. Anny w Krakowie, gdzie uczył historii i geografii (od 17 listopada 1905 do 31 stycznia 1906 był urlopowany). Z Gimnazjum św. Anny 21 października 1906 jako zastępca nauczyciela został przeniesiony do C. K. Gimnazjum w Krakowie-Podgórzu, gdzie uczył historii kraju rodzinnego, języka łacińskiego oraz przeprowadził kurs ogrodnictwa dla uczniów. Dwumiesięczny kurs pomologiczny trwał na początku 1908. Stamtąd 15 września 1908 został przeniesiony do C. K. Gimnazjum w Gorlicach. 27 listopada 1908 zdał nauczycielski egzamin podstawowy w zakresie historii i geografii. Reskryptem C. K. Rady Szkolnej Krajowej z 28 lipca 1911 jako zastępca nauczyciela został przeniesiony z Gorlic do C. K. Gimnazjum im. Królowej Zofii w Sanoku i mianowany nauczycielem rzeczywistym z ważnością od 1 września 1911. W szkole uczył historii, geografii oraz dziejów ojczystych, a ponadto prowadził kursy ogrodnicze, pomologiczno-warzywnicze, zbierania ziół lekarskich, hodowli grzybów. Rozporządzeniem C. K. Rady Szkolnej Krajowej z 26 listopada 1913 został zatwierdzony w zawodzie nauczycielskim i otrzymał tytuł c. k. profesora. W Sanoku był członkiem wydziału Towarzystwa Pomocy Naukowej. 23 marca 1912 został wybrany członkiem wydziału sanockiego koła Towarzystwa Szkoły Ludowej. W 1912 obok Bolesława Gawińskiego prowadził wykłady podczas kursu ogrodniczo-pszczelniczego dla więźniów sanockiego więzienia, a w 1913 samodzielnie prowadził kurs ogrodniczo-rolniczy w tym więzieniu. Był członkiem wydziału Towarzystwa Ogrodniczo-Pszczelniczego w Sanoku, kierownikiem sanockiej szkółki, ponadto był autorem pomysłu, przedstawionego przez posła Tadeusza Wrześniowskiego jako wniosek 17 stycznia 1912 w trakcie IX kadencji Sejmu Krajowego Galicji, ażeby drogi krajowe, gminne i rządowe obowiązkowo obsadzać drzewami owocowymi względnie użytecznymi. Działał w Towarzystwie Upiększania Miasta Sanoka, w 1912 wybrany wydziałowym. Pod koniec 1912 został wybrany zastępcą członka wydziału „Towarzystwa Bursy”, sprawującego pieczę nad Bursą Jubileuszową im. Cesarza Franciszka Józefa w Sanoku. Po wybuchu I wojny światowej od 1 września 1914 wraz z bliskimi przebywał w Wiedniu. Tam służył w oddziale Samarytanina Polskiego w Wiedniu. Następnie jako c. k. profesor odbywał służbę wojskową w szeregach c. i k. armii do 3 listopada 1915 (zajmował się szkoleniem inwalidów wojennych w sadownictwie), po czym nadal nauczał w sanockim gimnazjum. W kwietniu 1918 wykładał na nauczycielskim kursie sadownictwa w Sanoku.
Po odzyskaniu przez Polskę niepodległości pozostawał nauczycielem w okresie II Rzeczypospolitej. W okresie swojej pracy w Sanoku aktywnie działał na rzecz oświaty w zakresie sadownictwa, po czym na łamach tygodnika „Ziemia Sanocka” nr 17 z 23 czerwca 1919 został oskarżony o paskarstwo, czemu zaprzeczył w liście otwartym z 24 lipca 1919, opublikowanym na łamach tego czasopisma nr 24 z 10 sierpnia 1919. Rozporządzeniem Rady Szkolnej Krajowej z 29 grudnia 1919 został przeniesiony z Sanoka do Państwowego Gimnazjum w Dębicy od 15 grudnia 1919, gdzie uczył geografii i historii, zainicjował prowadzenie kursów ogrodnictwa oraz angażował się w działalność patriotyczną w szkole. Od 1 października 1922 do roku szkolnego 1925/1926 pracował w Państwowym Gimnazjum im. Mikołaja Kopernika w Żywcu (uczył geografii i historii). Następnie uczył historii i geografii w Państwowym Gimnazjum im. Tadeusza Kościuszki w Myślenicach. Stamtąd rozporządzeniem Ministra Wyznań i Oświecenia Publicznego z 31 maja 1929 został przeniesiony do Państwowego Gimnazjum Koedukacyjnego w Brzesku od 1 września 1929, gdzie pracował do 1931, ucząc geografii i historii oraz działając na rzecz wychowania patriotycznego młodzieży. W okresie II RP przeniesiony w stan spoczynku.
Był autorem publikacji o tematyce historycznej. Sporządził odpis z kronik w rodzinnych Lachowicach, tworząc zapis genezy powiatu suskiego. Od 1908 był organizatorem kursów w zakresie sadownictwa i ogrodnictwa zarówno dla nauczycieli, jak i dla uczniów, a także dla ludności. Jego propagowanie tej wiedzy przyczyniło się do zakładania sadów i ich pielęgnowania.
Zmarł 29 lipca 1946 w Lachowicach. Był żonaty, miał córkę. W Sanoku żył także pochodzący z Lachowic Antoni Sikora (1883-1930), ożeniony tamże w 1917 z Felicją Nagaj i zajmujący się handlem.
Osobę prof. Ludwika Sikory przywołał w swoich wspomnieniach z czasów gimnazjalnych Walerian Bętkowski.

## Publikacje
- Szwedzi i Siedmiogrodzianie w Krakowie od 1655 do 1657 roku (1908, 1910)[3].
- Wpływ nauki ogrodnictwa na rozwój intelektualny, moralny i fizyczny młodzieży szkół średnich (1910).
- Stacje pomologiczne dla szkół średnich (1911)[3].
- Królewskie letnisko leśne (1931)[3].
- Okruchy historyczne Lachowic koło Żywca (1931, określana także jako Kronika Lachowic)[3].

## Odznaczenia
- Odznaka pamiątkowa dla osób zasłużonych przy propagandzie Pożyczki Państwowej (ok. 1920/1921, przyznana przez Ekspozyturę Propagandy Pożyczki Państwowej w Krakowie)[3][59].

austro-węgierskie
- Medal Jubileuszowy Pamiątkowy dla Cywilnych Funkcjonariuszów Państwowych (przed 1914)[60].
- Krzyż Jubileuszowy dla Cywilnych Funkcjonariuszów Państwowych (przed 1912)[61][60][36][62].